# Сеть Петри

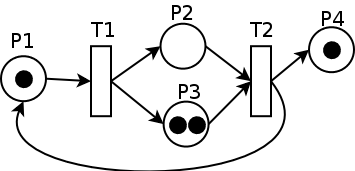
Пример сети Петри. Белыми кружками обозначены позиции, полосками — переходы, чёрными кружками — метки.

Сеть Петри — математический объект, используемый для моделирования динамических дискретных систем, предложенный Карлом Петри в 1962 году.
Определяется как двудольный ориентированный мультиграф, состоящий из вершин двух типов — позиций и переходов, соединённых между собой дугами. Вершины одного типа не могут быть соединены непосредственно. В позициях могут размещаться метки (маркеры), способные перемещаться по сети. Событием называют срабатывание перехода, при котором метки из входных позиций этого перехода перемещаются в выходные позиции. События происходят мгновенно либо разновременно, при выполнении некоторых условий.
Сеть Петри есть мультиграф, так как он допускает существование кратных дуг от одной вершины графа к другой. Так как дуги являются направленными, то это ориентированный мультиграф. Вершины графа можно разделить на два множества (позиции и переходы) таким образом, что каждая дуга будет направлена от элемента одного множества (позиций или переходов) к элементу другого множества (переходов или позиций); следовательно, такой граф является двудольным ориентированным мультиграфом.
Изначально разрабатывались для моделирования систем с параллельными взаимодействующими компонентами; основные положения теории связи асинхронных компонент вычислительной системы Петри сформулировал в докторской диссертации «Связь автоматов».

## Динамика
Процесс функционирования сети Петри может быть наглядно представлен графом достижимых маркировок. Состояние сети однозначно определяется её маркировкой — распределением фишек по позициям. Вершинами графа являются допустимые маркировки сети Петри, дуги помечены символом срабатывающего перехода. Дуга строится для каждого возбуждённого перехода. Построение прекращается, когда мы получаем маркировки, в которых не возбуждён ни один переход, либо маркировки, содержащиеся в графе. Отметим, что граф достижимых маркировок представляет собой автомат.

## Виды сетей Петри
Некоторые виды сетей Петри:
- Временна́я сеть Петри — переходы обладают весом, определяющим продолжительность срабатывания (задержку).
- Стохастическая сеть Петри — задержки являются случайными величинами.
- Функциональная сеть Петри — задержки определяются как функции некоторых аргументов, например, количества меток в каких-либо позициях, состояния некоторых переходов.
- Цветная (окрашенная, раскрашенная) сеть Петри — метки могут быть различных типов, обозначаемых цветами, тип метки может быть использован как аргумент в функциональных сетях.
- Ингибиторная сеть Петри — возможны ингибиторные дуги, запрещающие срабатывания перехода, если во входной позиции, связанной с переходом ингибиторной дугой, находится метка.
- Иерархическая сеть — содержит не мгновенные переходы, в которые вложены другие, возможно, также иерархические, сети. Срабатывание такого перехода характеризует выполнение полного жизненного цикла вложенной сети.
- WF-сеть.
- Алгебраическая сеть Петри.

## Анализ сетей Петри
Основными свойствами сети Петри являются: 

Пример траектории в сети Петри.

- ограниченность — число меток в любой позиции сети не может превысить некоторого значения {\displaystyle K};
- безопасность — частный случай ограниченности: {\displaystyle K=1};
- сохраняемость — постоянство загрузки ресурсов: {\displaystyle \sum A_{i}N_{i}} постоянна, где {\displaystyle N_{i}} — число маркеров в {\displaystyle i}-той позиции, {\displaystyle A_{i}} — весовой коэффициент;
- достижимость — возможность перехода сети из одного заданного состояния (характеризуемого распределением меток) в другое;
- живость — возможность срабатывания любого перехода при функционировании моделируемого объекта.

В основе исследования перечисленных свойств лежит анализ достижимости. Методы анализа свойств сетей Петри основаны на использовании графов достижимых (покрывающих) маркировок, решении уравнения состояний сети и вычислении линейных инвариантов позиций и переходов. Применяются также вспомогательные методы редукции, позволяющие уменьшить размер сети Петри с сохранением её свойств, и декомпозиции, разделяющие исходную сеть на подсети.

## Универсальная сеть Петри
В 1974 году Тилак Аджервала показал, что ингибиторная сеть Петри является универсальной алгоритмической системой. В монографии Котова приведён набросок доказательства, указывающий правила кодирования ингибиторной сетью программы счётчикового автомата Минского. Питерсон приводит примеры других расширенных классов сетей Петри, являющихся универсальной алгоритмической системой: синхронных и приоритетных. Построенная в явном виде универсальная сеть Петри насчитывала несколько тысяч вершин и недавно была уменьшена до 56 вершин.

## Бесконечные сети Петри
Бесконечные сети Петри были введены для верификации вычислительных решеток и позволяют определять свойства сетей Петри для регулярных структур (линейная, древовидная, квадратная, треугольная, шестиугольная и гиперкуб) произвольного размера, полученных путём композиции типовых фрагментов.